# 秋野公造
秋野 公造（あきの こうぞう、1967年7月11日 - ）は、日本の医師、政治家。公明党所属の参議院議員（3期）。

## 経歴
兵庫県神戸市生まれ。幼少時に喘息とアトピー性皮膚炎を併発。病苦がきっかけで医者を目指すこととなった。白陵中学校・高等学校卒業後、長崎大学医学部、長崎大学大学院医歯薬学総合研究科に進学。山下俊一教授のもとで最先端の医学研究に励む。
研究を続けながら、在学中から臨床医（内科医）として長崎県島原市の個人病院に勤務する。医師として、日本内分泌学会若手研究奨励賞（2002年6月）、ヨーロッパ組織再建学会若手研究奨励賞（2005年10月）、日本創傷治癒学会研究奨励賞、日米創傷治癒学会第一回優秀演題賞など多くの賞を受賞した。HTLV-I関連脊髄症に関する論文は著名な医学誌『THE LANCET』に掲載されている。
2006年より、長崎大学からの人事交流として2年間の予定で厚生労働省に出向。2007年、正式に厚生労働省医系技官採用試験に合格し、長崎大学の籍を離れて厚生労働省に入省する。薬害HIV、薬害クロイツフェルト・ヤコブ病、ハンセン病、薬害C型肝炎に係る業務に携わった。2008年、長崎大学客員教授に就任する。
2009年に世界的大流行（パンデミック）を起こした新型インフルエンザが発生した際には、羽田空港内にある東京空港検疫所支所長に就任。羽田空港における検疫業務の陣頭指揮を取った。この際、自身も新型インフルエンザに感染した。同年、厚生労働省を退職。公明党の次期参議院選挙の候補者となる。
2010年7月11日に実施された第22回参議院議員通常選挙に公明党公認で比例区から立候補し、初当選を果たす。同年7月30日に招集された第175回国会で国会に初登院した。
2012年12月26日に発足した第2次安倍内閣において環境大臣政務官兼内閣府大臣政務官に任命される。2013年9月、内閣改造に伴い退任した。
2016年7月10日の第24回参議院議員通常選挙で再選。
2022年7月10日の第26回参議院議員通常選挙では福岡県選挙区に国替えし、3回目の当選を果たす。
2022年8月12日に発足した第2次岸田第1次改造内閣において財務副大臣（予算編成・財投・国債・国有財産・金融関係等担当）に任命される。2023年9月15日、400日間に及ぶ在任期間を終えて退任した。

## 人物
- 家族は妻、一男、二女の5人家族。
- 長女とは東京の参議院議員宿舎で二人暮らしをしている。かつては朝5時半に起きて朝食と夕食を作ることを日課としていた。
- 趣味・特技はスキューバダイビング、サイクリング。サイクリング大会には長男とともに出場し、95キロのコースを走ることもある。
- 剣道五段[16][17]。45歳の時から本格的に剣道を始め[18]、当初は中田琇士範士八段[19]、その後は恩田浩司範士八段のもとに稽古に通っている。2024年9月8日に開催された小倉剣道連盟主催の武道祭では東西対抗戦に出場し、敢闘賞を受賞した。財務省剣道部では顧問を務めている[20]。
- 三線は我如古盛健師匠に弟子入り[21]。
- 好きな食べ物は野菜、果物。
- 憲法9条の改正に反対[22]。
- 原子力発電所について「当面は必要だが、将来的には廃止すべきだ」と回答している[22]。
- 受動喫煙防止を目的に飲食店などの建物内を原則禁煙とする改正健康増進法について、「飲食店の広さに関係なく、全面禁煙とするべき」としながらも、「当面は飲食店の広さによって、禁煙、分煙、喫煙を分けるべき」としている[23]。
- 日本エイズ学会第一回功労賞、日本ヘリコバクター学会30周年功労賞、日本結核・非結核性抗酸菌症学会百周年功労賞を受賞している。

## 活動
- 2011年2月10日に提出した質問主意書にて、国に初めて胃がんの原因をヘリコバクター・ピロリ菌と認めさせる。その結果、2013年2月21日付でヘリコバクター・ピロリ感染胃炎にまで保険適用が拡大するようになった[24]。保険適用後、胃がんによる死亡報告数は減少している。

- 2013年12月13日に成立した議員立法「がん登録等の推進に関する法律」の発議者の一人である。

- 2015年6月に閣議決定された「経済財政運営と改革の基本方針」（いわゆる骨太の方針）に「生活習慣病の合併症予防を含む重症化予防」の文言を盛り込ませて、平成28年診療報酬改定における「下肢末梢動脈疾患指導管理加算」の創設や平成30年診療報酬改定における「腎代替療法実績加算」の創設など適切な腎代替療法の推進[25]を主導。その後も日本透析医学会理事長の中元秀友とともに、終末期ではない透析患者の意思を尊重した腎代替療法選択の推進を行っている[26][27][26]。

- 北海道医療大学の浅香正博学長と『胃がんは「ピロリ菌除菌」でなくせる』（潮出版社・潮新書）[28]を、日本下肢救済・足病学会の大浦武彦理事長と『足病の教科書』（三五館）を、日本フットケア学会の小林修三理事長と『フットケアで寿命を延ばす』（PHPエディターズ グループ）を、日本てんかん学会の大澤真木子理事長と『てんかんの教科書』（メディカルレビュー社）を、日本透析医学会の中元秀友理事長と『やさしい腎代替療法 よりよい治療法を選択するために読む本』[29]と『腎代替療法の未来』[30]（いずれも西村書店）を、原土井病院の原寛理事長と『令和の養生訓』（ICI.）[31]を、結核予防会の島尾忠男名誉顧問と『今そこにある危機 まだ終わっていない弱者の病・結核』（ライフ出版社）を発刊している。

- 参院選初出馬時、沖縄戦を経験した仲程シゲより「議員になったらガマを掘れ」と厳しく言われ、当選後よりガマフヤーの具志堅隆松代表と毎年少なくとも8月10日には家族総出で沖縄の遺骨収容に当たり、DNA鑑定を推進している[32][33][34][35][36][37]。

- 被爆死した伯父の無念を思い、長崎大学医学部に進学し、原爆後障害医療研究施設にて学位を取得。2012年7月24日の参議院予算委員会にて、伯父が亡くなった近くの被爆遺構である旧城山国民学校校舎に足を運び、国の文化財として保存するよう内閣総理大臣の野田佳彦に求め[38]、野田は直後の8月9日の長崎原爆忌に秋野とともに城山小学校を訪れている[39]。その後、2013年8月1日に長崎原爆忌は文化財に登録、2015年10月3日に国史跡として文化財の指定が実現した。さらに、2019年6月3日の参議院決算委員会においては世界遺産登録の暫定リストに追加を求める質疑を行っている[40][41]。2021年5月24日には同校内で被爆したカラスザンショウの木が枯死したことから、国の原爆死没者慰霊等事業を用いて展示・保存するよう求め[42]、実現させている。

- 厚生労働省退職後も東京HIV訴訟原告団の大平勝美と大阪HIV訴訟原告団の花井十伍との親交は続く。福島県立医大総括副学長の大戸斉によるフィブリノゲン製剤の適応拡大を目指す呼びかけに対して、大平、花井とともに大戸斉福島県立医科大学総括副学長をはじめとする専門家と、三学会（日本産婦人科・新生児血液学会、日本心臓血管外科学会、日本輸血・細胞治療学会）合同シンポジウム[43]、また三学会（日本輸血・細胞治療学会、日本産科婦人科学会、日本心臓血管外科学会）合同特別討論会にて議論し、合意形成に至る[44]。専門家と患者の議論をふまえ、2018年4月23日の参議院決算委員会にて、フィブリノゲンの適応拡大について質し、宮本周司医薬・生活衛生局長は｢新しい知見を含めて検討する」と応じ、医療上の必要性の高い未承認薬・適応外薬検討会議において議論がなされ、2020年2月21日に、医療上の必要性が高いと判断された。その後、3月30日に厚生労働省から一般社団法人日本血液製剤機構に対して開発要請がなされている。8月4日に厚生労働省の「医療上の必要性の高い未承認薬・適応外薬検討会議」は、産科危機的出血と心臓血管手術に伴う後天性低後天性フィブリノゲン血症に対する適応拡大は公知申請が妥当と結論付けた。大平が逝去した後も、大平の妻・三千子と花井とともにフィブリノゲンの適応拡大に取り組んだ。2020年12月26日、日本輸血・細胞療法学会は大平・花井・秋野の3名に大戸特別功労賞[45]を授与している。2021年9月6日に、産科危機的出血に伴う後天性低フィブリノゲン血症に対するフィブリノゲン製剤の使用が保険適用に追加された。

- 2019年3月19日の参議院沖縄および北方問題に関する特別委員会において、難治性てんかん治療の選択肢拡大をめぐり、大麻成分を含む医薬品「エピディオレックス」を治験として用いるよう提案する[46]。この提案に応じて政府は大麻由来医薬品の一部使用を認め、治験を踏まえて治療薬として承認した[47]。2023年9月、てんかん患者が発作を抑えるために用いてきた食品に含まれる大麻成分テトラヒドロカンナビバリン（THCV）が所持さえ禁じられる「指定薬物」に定められると、てんかん患者や関係者とともに厚生労働副大臣の濵地雅一を訪ね、大麻由来製品を従来通り使用できるよう要望する。これを受け、同年12月、厚生労働省は難治性てんかんに限り使用継続を認める通知を出した[48]。2024年6月の参議院厚生労働委員会では、大麻由来製品について「特定臨床研究の範囲であればTHC（大麻取締法で規制され得る薬物）の残留限度値にかかわらず使用できる」との答弁を厚生労働省から引き出し、てんかん患者が大麻由来の食品を安心して使用できる道筋が確立された[48]。

- 2019年11月7日の参議院外交防衛委員会にて、アフリカや中南米で深刻な問題となっている寄生虫による皮膚感染症「スナノミ症」を、WHOが定める「顧みられない熱帯病（NTDs）」に位置付けるべきと質した。厚生労働副大臣の稲津久は「秋野議員の指摘を受けて、事務方がWHOに働きかけを行ったと承知している。その結果、『スナノミ症』について『顧みられない熱帯病（NTDs）』に含まれるとする世界保健機関（WHO）の見解を日本政府として初めて確認した」と答弁した[49][50]。日本の提案によりスナノミがNTDsに位置付けられたのは画期的な取り組みとされる。

- 元参議院議員の松あきらとともに、杉良太郎に「国の肝炎対策に協力してほしい」と依頼し、杉が厚生労働省肝炎対策国民運動特別参与として活動するきっかけを作る。杉が厚生労働大臣から健康行政特別参与を委嘱されるとともに顕彰状が贈呈された際には同席している[51][52]。

- 新型コロナウイルス感染症対策においては、2009年の新型インフルエンザのパンデミック時に東京空港検疫所支所長として対応に当たった経験を活かし、また長崎大学の河野茂学長をはじめ専門家より医学的な後押しを得て、積極的に政策提言を行っている[53][54]。3月9日の参院予算委員会においてレムデシビルの活用を求め、厚生労働副大臣の稲津久が国際共同治験に参加する方針を示した[55]ことで、5月7日にレムデシビルは特例承認され、新型コロナウイルス感染症に効能・効果を持つ我が国初の医薬品と位置付けられた。結果として、これはアメリカ合衆国よりも早期の承認であった。また、軽症者等に対してパルスオキシメーターを用いて酸素飽和度と呼吸数を測定し、重症化の端緒を早期に発見することで適切な搬送を行うとする公明党代表山口那津男と秋野の提案が厚労省の「新型コロナウイルス感染症の軽症者等の宿泊療養マニュアル」に反映されている[56][57][58][59]。7月16日の参院予算委員会においてはワクチンの確保に予備費を活用するよう求め、厚生労働副大臣の稲津久から「予備費の活用も含めて、対策を果断に進める」とのいち早い答弁を引き出した[60]ことで、国のワクチン交渉が進むことになった。

- 議員立法「生殖補助医療の提供等及びこれにより出生した子の親子関係に関する民法の特例に関する法律案（第二〇三回参第一三号 秋野公造君外4名）[61][62]」を古川俊治、石橋通宏、梅村聡、伊藤孝恵とともに2020年11月16日に参院に提出[63][64][65][66][67]。11月20日に参議院本会議にて可決され[68]、衆院送付。12月4日に衆議院本会議にて可決され、成立した[69]。

- 2021年3月23日の参議院財政金融委員会においては、剣道を防具も含め文化財とするよう求める質疑を行った。文化庁審議官の榎本剛は「順次、検討に着手する」と答弁した[16]。この質疑は剣道界で大きな反響を呼び、剣道の月刊誌『剣道日本』『剣道時代』でも取り上げられた[18]。

- 財務副大臣として出席した2022年3月9日の参院財政金融委員会において、日本銀行の金融政策に対し、日本銀行総裁の黒田東彦の発言を引用する形で「市場との対話は重要。これは私たちも強調しておきたい」と踏み込んだ答弁を行っている[70]。

- 2024年6月18日の参議院財政金融委員会において、「感染性肺炎は感染症対策部が所管する」旨の答弁を引き出した[71]うえで、「肺炎の日」または「肺炎啓発ウィーク」を設定し、死因の4位を占める肺炎と5位を占める誤嚥性肺炎について啓発を強化するよう提案した[72]。厚生労働省感染症対策部長の佐々木昌弘は「啓発期間の設定を検討したい」と応じ、9月24日から30日を「呼吸器感染症予防週間」とする事務次官通知が7月26日に発出された。9月29日には日本感染症学会、日本化学療法学会、日本呼吸器学会による啓発イベントが開催されている[73]。

- 政府が提出した令和7年度予算案が衆議院にて修正議決された際には、古川俊治、自見英子とともに、高額療養費の負担上限額を引き上げることを見送る再修正案を参議院予算委員会に提出し、杉尾秀哉の質疑に対して答弁を行う[74]。令和7年度予算案は衆議院および参議院にて修正議決されたが、これは憲政史上初のことであった。

## 現在の役職

### 公明党
- 参議院政策審議会長
- 非破壊検査技術振興議員懇話会会長
- 浄化槽整備推進議員懇話会会長
- がん対策推進本部長
- 医療制度委員会委員長
- 死因究明等対策プロジェクトチーム座長
- 生殖補助医療に関する法整備等検討プロジェクトチーム座長[66]
- 音楽療法推進プロジェクトチーム座長
- 長崎県本部顧問

### 参議院
- 厚生労働委員会理事
- 情報監視審査会委員
- 政治改革に関する特別委員会委員

## 過去の役職

### 内閣
- 財務副大臣
- 環境大臣政務官
- 内閣府大臣政務官

### 参議院
- 参議院総務委員長
- 参議院法務委員長
- 参議院災害対策特別委員長

### 公明党
- 参議院国会対策委員長[75][66][3]
- 中央幹事

## 所属議員連盟
- 国際基準のタバコ対策を推進する議員連盟（幹事）[76]
- ワクチンを活用して疾病の予防、罹患率の減少を目指し、国民の健康増進を推進する議員の会（ワクチン予防議連）事務局長
- 生殖補助医療の在り方を考える議員連盟[77][78]（幹事長）
- 成育医療等基本法成立に向けた議員連盟（幹事長）
- 脳卒中・循環器病対策フォローアップ議員連盟（幹事長）
- 顧みられない熱帯病（NTDs）の根絶を目指す議員連盟（事務局長）[79]
- ストップ結核パートナーシップ推進議員連盟（事務局長）[80]
- 自転車活用推進議員連盟（幹事）
- 武道議員連盟
- 宝塚（歌劇団）を応援する参議院議員の会

## 選挙歴
| 当落 | 選挙                     | 執行日         | 年齢 | 選挙区       | 政党   | 得票数     | 得票率 | 定数 | 得票順位 /候補者数 | 政党内比例順位 /政党当選者数 |
| ---- | ------------------------ | -------------- | ---- | ------------ | ------ | ---------- | ------ | ---- | ------------------ | ---------------------------- |
| 当   | 第22回参議院議員通常選挙 | 2010年07月11日 | 43   | 参議院比例区 | 公明党 | 83万6120票 | 10.94% | 48   | /                  | 1/6                          |
| 当   | 第24回参議院議員通常選挙 | 2016年07月10日 | 49   | 参議院比例区 | 公明党 | 61万2066票 | 8.08%  | 48   | /                  | 2/7                          |
| 当   | 第26回参議院議員通常選挙 | 2022年07月10日 | 55   | 福岡県選挙区 | 公明党 | 34万8700票 | 17.38% | 3    | 3/16               | /                            |